# Bois-des-Filion
Bois-des-Filion es una ciudad de la provincia de Quebec, Canadá. Es una de las ciudades que conforman la Comunidad metropolitana de Montreal y se encuentra en el municipio regional de condado de Thérèse-De Blainville y a su vez, en la región administrativa de Laurentides. Hace parte de las circunscripciones electorales de Blainville a nivel provincial y de Marc-Aurèle-Fortin a nivel federal.

## Geografía
Bois-des-Filion se encuentra ubicada en las coordenadas 45°40′00″N 73°45′00″O / 45.66667, -73.75000. Según Statistique Canada, tiene una superficie total de 4,28 km² y es una de las 1135 municipalidades en las que está dividido administrativamente el territorio de la provincia de Quebec.

## Demografía
Según el censo de Canadá de 2011, había 9485 personas residiendo en esta ciudad con una densidad de población de 2216 hab./km². Los datos del censo mostraron que de las 8383 personas en 2006, en 2011 el cambio poblacional fue un aumento de 1098 habitantes (13,1%). El número total de inmuebles particulares resultó de 3965 con una densidad de 926,4 inmuebles por km². El número total de viviendas particulares que se encontraban ocupadas por residentes habituales fue de 3883.